# Sommerfeld (schlesisches Adelsgeschlecht)

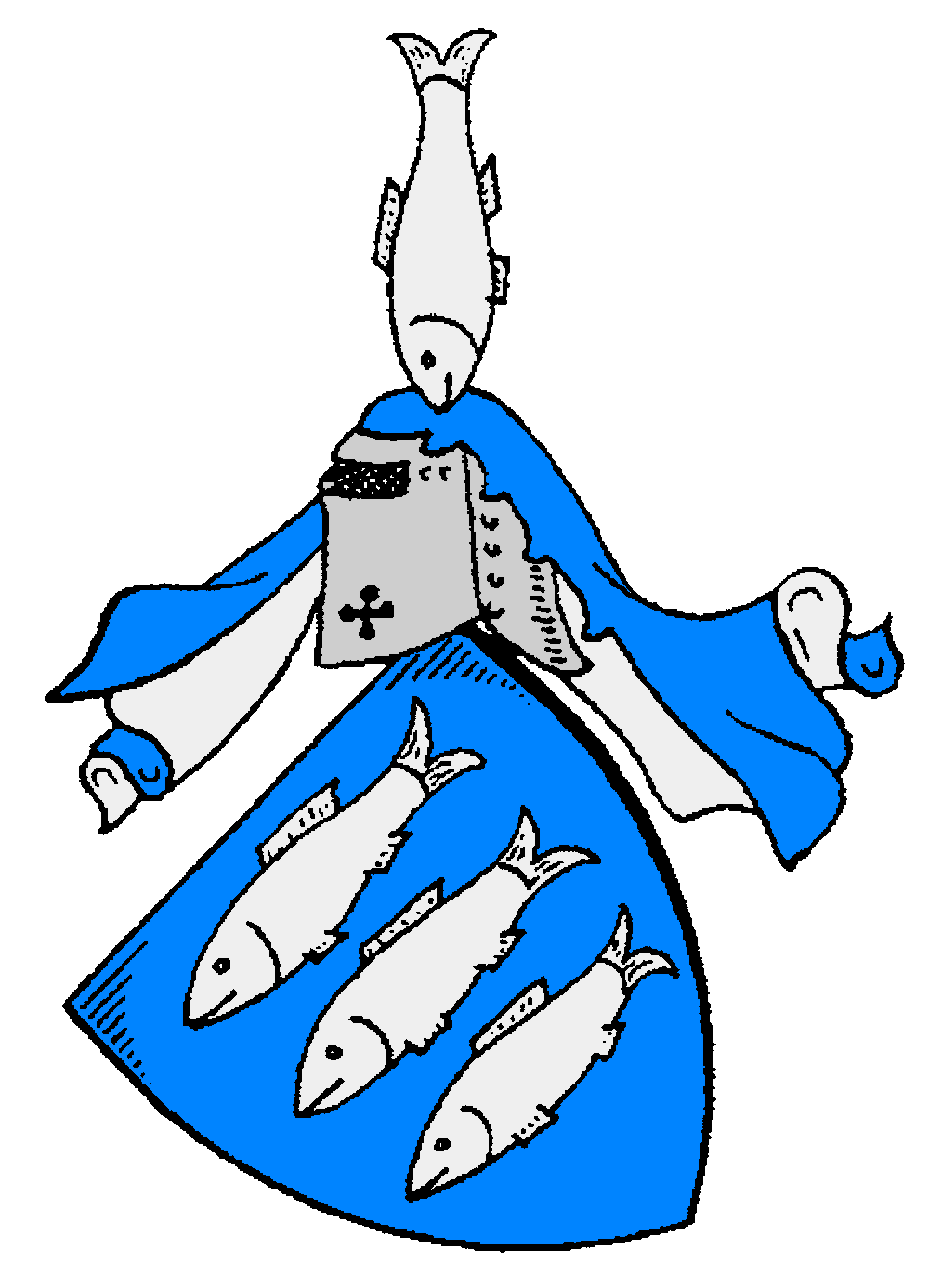
Wappen derer von Sommerfeld

Die Herren von Sommerfeld(t) später Sommerfeld und Fal(c)kenhayn sind ein schlesisches Uradelsgeschlecht. Sie sind zu unterscheiden von anderen adligen und briefadligen Geschlechtern von Sommerfeld.

## Geschichte
Der Historiker Johannes Sinapius berichtete von einer Teilnahme der Sommerfeld bereits in der Schlacht bei Liegnitz 1241. Der Lyriker Hans Aßmann von Abschatz zählte die von Sommerfeld zur alten schlesischen Ritterschaft. Das Geschlecht erscheint erstmals urkundlich am 6. Mai 1294 mit Gottfried von Sommerfeld (Gotfrit von Sumirvelt) im Gefolge des Herzogs Heinrich V. von Schlesien. Die Familie war später vor allem in den Weichbildern Schweidnitz und Neumarkt begütert. Die Stammreihe beginnt mit Christoph von Sommerfeld, urkundlich von 1592 bis 1594, Herr auf Alt-Warthau bei Bunzlau. Ein Zweig gab sich nach seinem Gut bei Neumarkt den Namen von Sommerfeld und Falkenhayn, 1556 auch das gesamte Geschlecht. Ernst von Sommerfeld und Falkenhayn († 1614) starb als Vogt des Klosters St. Marienthal. Ende des 17. Jahrhunderts erscheinen die Brüder Christoph Heinrich von Sommerfeld und Falkenhayn, 1688 kaiserlicher Kapitän bei der Belagerung von Belgrad, ebenso Ernst Abraham von Sommerfeld und Falkenhayn, kaiserlicher Oberstleutnant († 1690 in Belgrad) sowie Albrecht von Sommerfeld und Falkenhayn auf Schmochwitz und Grunau († 1691), Obersteuereinnehmer des Fürstentums Liegnitz. Christoph Ernst von Sommerfeld und Falkenhayn auf Hundorf, diente 1715 als Oberlandschreiber der Fürstentümer Schweidnitz und Jauer sowie Franz Albrecht von Sommerfeld († 1735) auf Jakobsdorf als königlich-böhmischer Mannrechtsbesitzer. Im 19. Jahrhundert standen mehrere Sprossen in der Preußischen Armee, so der Generalleutnant Allwiel von Sommerfeld und Falkenhayn, Sohn des Hauptmanns Rudolf von Sommerfeld und Falkenhayn. Namensträger existieren noch heute.

## Besitzungen (Auswahl)

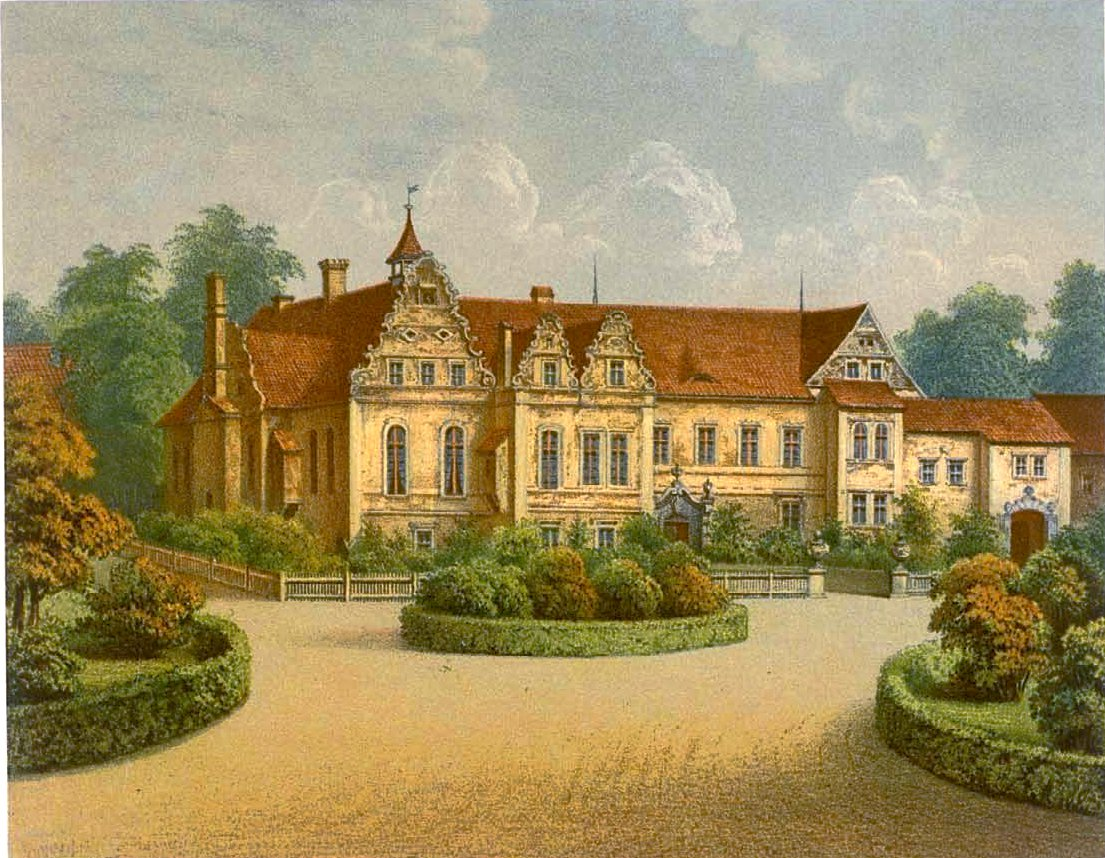
Schloss Alt-Warthau

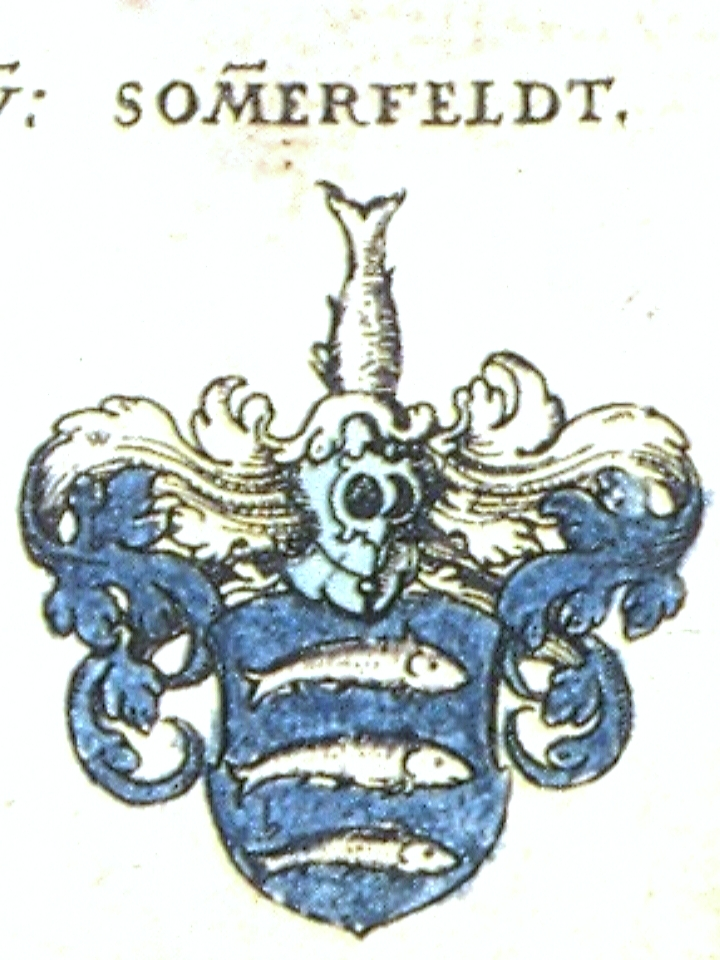
Wappen bei Johann Siebmacher (spiegelverkehrt), 1605

- Alt-Warthau
- Alzenau
- (Mittel)-Arnsdorf
- Ellguth
- Falkenhain
- Grunau
- Häslicht
- Jakobsdorf
- Temnitz
- Roth-Kirschdorf

## Wappen
Blasonierung: In Blau drei rechtshin übereinander liegende silberne Fische. Auf dem Helm mit blau-silbernen Helmdecken ein gestürzter silberner Fisch.

## Bekannte Familienmitglieder
- Allwiel von Sommerfeld und Falkenhayn (1824–1905), preußischer Generalleutnant
- Christoph Ernst von Sommerfeld und Falkenhayn (1679–1743), schlesischer Landschreiber und Landeshauptmann
- Ernst Abraham von Sommerfeld und Falkenhayn († 1690), kaiserlicher Oberstleutnant
- Ernst Wilhelm Leopold von Sommerfeld (1758–1825), preußischer Landrat des Kreises Schwiebus
- Friedrich Wilhelm von Sommerfeld (1724–1796), Gutsherr und preußischer Landrat des Kreises Schwiebus[3]
- Karl von Sommerfeld und Falkenhayn (1864–1926), preußischer Generalmajor
- Konstantin von Sommerfeld und Falkenhayn, preußischer Generalmajor